# (33792) 1999 SU18
1999 SU18 (asteroide 33792) é um asteroide da cintura principal. Possui uma excentricidade de 0.17029770 e uma inclinação de 17.16506º.
Este asteroide foi descoberto no dia 30 de setembro de 1999 por LINEAR em Socorro.